# I. e. 607
Évszázadok: i. e. 8. század – i. e. 7. század – i. e. 6. század
Évtizedek: i. e. 650-es évek – i. e. 640-es évek – i. e. 630-as évek – i. e. 620-as évek – i. e. 610-es évek – i. e. 600-as évek – i. e. 590-es évek – i. e. 580-as évek – i. e. 570-es évek – i. e. 560-as évek – i. e. 550-es évek
Évek: i. e. 612 – i. e. 611 – i. e. 610 – i. e. 609 –  i. e. 608 – i. e. 607 – i. e. 606 – i. e. 605 – i. e. 604 – i. e. 603 – i. e. 602

## Események
- Athénban először mutatható ki a sztratégoszi tisztség, de nagyobb jelentősége a polemarkhosz mellett csak jóval később lesz.
- Nabú-apal-uszur helyőrséget telepít az Euphrátesz partján fekvő Kimuhuba, nem messze Karkemistől.
- Ez évtől kezdve II. Nabú-kudurri-uszur hadvezérként segíti apját.